# Шиповник-АЭРО
Шиповник-АЭРО — российский комплекс радиоэлектронной борьбы (РЭБ).

## Общие сведения
Разработчик комплекса — Всероссийский научно-исследовательский институт «Эталон» (часть ОПК России), ликвидирован 30.12.2021 года. 
Испытания станции начались в 2016 году.
По утверждениям производителя, «комплекс взламывает бортовой компьютер БПЛА за одну секунду, если встречает знакомую систему; если система ему не известна, то он переводит её под свой контроль за несколько минут».
«Шиповник-АЭРО» также умеет подавлять станции теле- и радиовещания, командные пункты связи, станции и модули сотовых и других сетей.
Комплексы могут применяться на всех объектах ФСИН, в аэропортах и критически важных объектах.

## Боевое применение
Применялся российскими войсками в ходе вторжения России на Украину (2022)